# نوبر اصفهان
نوبر اصفهان فیلمی به کارگردانی مهدی رئیس فیروز و نویسندگی احمد نجیب‌زاده محصول سال ۱۳۵۰ است.

## بازیگران
- نصرت اله وحدت
- سهیلا
- شیلا
- محمود تهرانی
- فیروزه
- ناهید
- مهدی قلی صفاپور
- امید زند
- یوسف رجبی
- علی زندی
- محمد عبدی
- محسن آراسته
- غلامرضا سرکوب